# Historiographie de la Révolution française
L’historiographie de la Révolution française est un des domaines de l'historiographie française qui se caractérise par les controverses les plus vives et le développement d'écoles de pensées les plus structurées, avec notamment la naissance de revues spécialisées et de sociétés savantes.
La Révolution est en effet l'un des moments fondateurs de la vie politique française et de plusieurs de ses traits spécifiques (avec notamment les concepts de République, de République sociale, de patriotisme républicain, de centralisation, de laïcité, etc.). Elle reste une référence — ou parfois un contre modèle — pour la vie politique actuelle. L’histoire de la Révolution française a longtemps été très polémique et politisée et elle le reste dans une large mesure.
L'historiographie de la Révolution française est également enrichie de l'apport d'auteurs étrangers en raison du rayonnement européen du phénomène et de ses retombées universelles.

La prise des Tuileries le 10 août 1792 (préludant à l'abolition de la monarchie et l'instauration de la Première République), une date majeure de la Révolution autour de laquelle se sont articulés les débats : une évolution logique ou une rupture de la Révolution ?

## Évolution et courants de l’historiographie
Dès le XIXe siècle s’est mise en place une triple lecture de la Révolution française, selon les affinités politiques et idéologiques de chaque historien :
- Une lecture contre-révolutionnaire (catholique et royaliste), qui condamne la Révolution en bloc, jugeant que les évènements violents — la Terreur — sont déjà contenus dans les principes de 1789.
- Une lecture « libérale », qui revendique l’héritage de 1789 mais condamne la Terreur de 1793-1794, jugeant que les deux périodes peuvent être séparées.
- Une lecture jacobine, qui considère également que la Révolution est « un bloc » (selon le mot de Clemenceau) dont on ne peut critiquer ou retrancher d’élément sans remettre en cause l’ensemble.

### Les écoles duXIXesiècle

#### La pensée contre-révolutionnaire

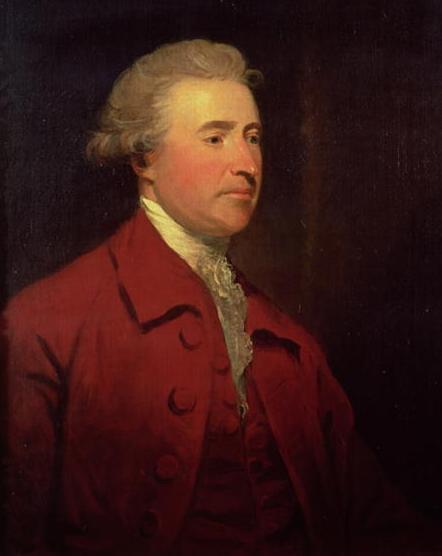
Edmund Burke, le premier penseur contre-révolutionnaire

Les premiers ouvrages d'histoire et de réflexion sur la Révolution française sont, hormis les Mémoires, majoritairement des ouvrages d'auteurs opposés à la Révolution, qu'ils soient franchement contre-révolutionnaires ou plus libéraux. Il s'agit notamment d'ouvrages d'émigrés qui avaient plus le temps de prendre du recul face aux événements que les Révolutionnaires eux-mêmes. La Restauration de la monarchie en 1815 marque le triomphe de ce courant de pensée qui tend à voir dans la Révolution un châtiment du Ciel envoyé aux hommes, accusés d'avoir oublié Dieu au cours XVIIIe siècle (les Lumières, les philosophes, les libertins) ; cela devient la pensée officielle du régime de 1815 à 1830.
Parmi les principaux auteurs défendant ces positions :
- Le député whig irlandais Edmund Burke (Reflections on the Revolution in France, 1790) ;
- Le philosophe et homme politique savoisien Joseph de Maistre (Considérations sur la France, 1796) ;
- Le philosophe français Louis de Bonald (Théorie du pouvoir politique et religieux, 1796) ;
- le prêtre jésuite Augustin Barruel (Mémoires pour servir à l'histoire du jacobinisme, 1798-1799). Il introduit particulièrement la théorie du complot maçonnique dans la Révolution française, vue comme cause de la Révolution et non plus seulement comme un châtiment divin.

Cette historiographie postule globalement que les événements de la Terreur sont le fruit naturel des principes de 1789 dont la modération ne serait qu’apparente. Pour ce courant de pensée, la Révolution de 1789 a renversé l’organisation « naturelle » de la société (une société encadrée, hiérarchisée, enracinée par ses traditions) et/ou brisé l’antique lien existant entre le politique et la religion. Dès lors, la rupture avec l’ordre naturel et/ou avec l’ordre divin, pour ne laisser place qu’à des constructions politiques théoriques, serait la cause de tous les « dérapages » et « excès » de la période de la Terreur.

#### L'école fataliste

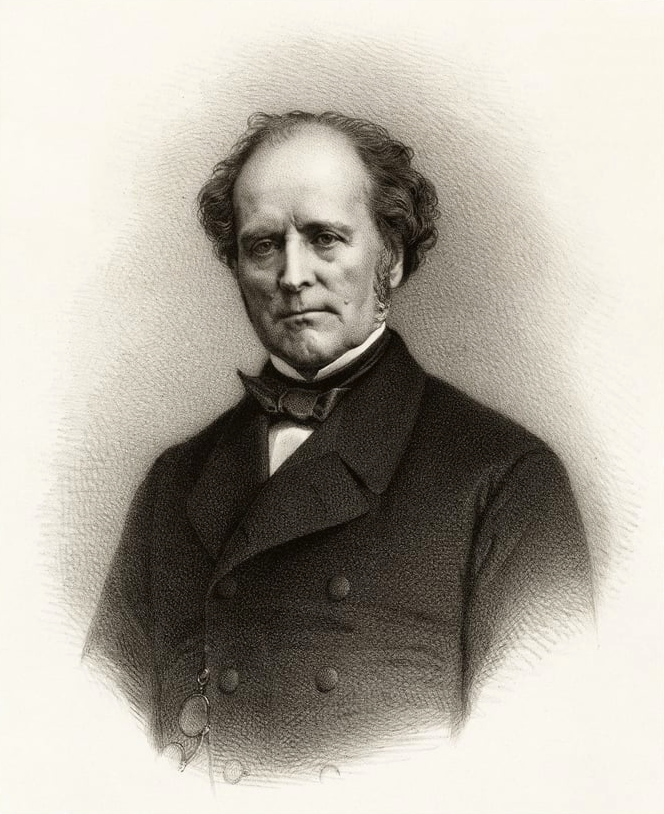
François-Auguste Mignet, fondateur de l'« école fataliste », qui fait entrer la Révolution française dans le champ des sciences sociales

Tout va changer dans les années 1820-1830 avec l'apparition de « l'école fataliste » (on devrait plutôt dire « déterministe ») : « Les nouveaux historiens de la révolution : Mignet et Thiers, ont l'habileté de démonter les mécanismes, d'éclairer le phénomène aux lumières de la raison : alors le chaos s'ordonne et Satan se retire » explique l'historienne Yvonne Knibiehler.
Cette école postule un certain déterminisme historique, dans l'enchaînement des faits, établissant que les Révolutions se produisent en réaction contre la réaction monarchique. Elle aura une influence majeure sur la pensée du XIXe siècle, tout en influençant la pensée libérale et ouvrant la voie à la Révolution de 1830.
L'historien libéral François-Auguste Mignet (1796-1884) est le premier à donner une signification sociale à la Révolution française (Histoire de la Révolution française de 1789 jusqu'en 1814, 1824 : ouvrage dense et de synthèse). Il distingue deux révolutions. La première (1789-1791), réalisée par les classes moyennes était rendue inévitable par la nécessité d'accorder les institutions politiques avec les réalités sociales du XIXe siècle (l'apparition de la bourgeoisie, capable de diriger l'État mais globalement écartée du pouvoir). La deuxième révolution, est une révolution défensive, rendue inévitable par la résistance des contre-révolutionnaires, et réalisée par le peuple auquel la classe moyenne a fait appel pour défendre sa révolution. Mais ce n'est pas à ses yeux une révolution constructive. Contrairement aux historiens antérieurs (madame de Staël, Augustin Thierry, Guizot, Sismondi), François-Auguste Mignet est le premier à distinguer deux blocs au sein du Tiers état. Selon Yvonne Knibiehler, Mignet « lève le complexe de culpabilité qui depuis la Terreur leur [les classes moyennes] faisait baisser la tête : les responsables de 89 s'étaient cru coupables de 93, ils savent désormais que la violence n'est plus leur faute mais celle de leurs adversaires : les privilégiés ». L'ouvrage fondateur de Mignet, qui met en valeur les écueils que les révolutions libérales doivent éviter pour réussir (la guerre extérieure, l'appel au peuple) sera ainsi « le bréviaire des révolutions libérales » du XIXe siècle.
Adolphe Thiers, grand ami de Mignet, soutient la même thèse, plus détaillée et nuancée, dans sa propre Histoire de la Révolution (10 volumes 1823 à 1827).
L'école fataliste, de sensibilité libérale-conservatrice (Mignet, Adolphe Thiers, mais aussi par extension Guizot, Augustin Thierry), etc., domine la pensée sous la monarchie de Juillet et le Second Empire (soit de 1830 à 1870), malgré l'essor d'une historiographie républicaine à l'approche de la révolution de 1848. Globalement, l'école fataliste libérale insiste sur la césure entre 1789 et 1793, et se méfie grandement de l'irruption du peuple dans l'histoire en 1793.

#### Le courant républicain
Les historiens républicains assument pour leur part la période républicaine de la Révolution, voire la Terreur, regardées avec suspicion par le courant libéral. Ce courant est suspect et réprimé sous la Restauration.
L'historien républicain Edgar Quinet adopte une position critique face à la Terreur qui reste originale au sein de son courant de pensée (Le Christianisme et la Révolution française, 1845 ; La Révolution, 1865). Edgard Quinet considère que le dogmatisme de la Terreur est la transposition dans la politique de l'esprit dogmatique de l'église catholique. L'historien François Furet a consacré une bonne part de son ouvrage La Gauche et la Révolution au XIXe siècle (2001) à la réception en son temps des idées d'Edgar Quinet.
L'historiographie républicaine connaît un grand développement à travers une floraison d'ouvrages notamment publiés juste avant la révolution de 1848. Il s'agit notamment de Alphonse de Lamartine (Histoire des Girondins, 1847), Jules Michelet (Histoire de la Révolution française, 1847-1853), de l'auteur socialiste démocrate Alphonse Esquiros (Charlotte Corday, 1840 ; Histoire des Montagnards, 1847), ou encore du socialiste démocrate Louis Blanc (Histoire de la Révolution française, 1847-1862).
Louis Blanc considère que la Révolution de 1789 a favorisé la bourgeoisie mais que 1793 a libéré le peuple. Louis Blanc défend la figure de Robespierre, qui aurait dès 1789 défendu l'idéal d'une société égalitaire et solidaire. Il voit en lui l'héritier de Jésus Christ et de son apôtre Jean-Jacques Rousseau, dont le renversement le 9 thermidor, qui marque la fin de la Révolution, aurait un caractère sacrificiel quasi christique. Cette position fut vivement critiquée par Jules Michelet.

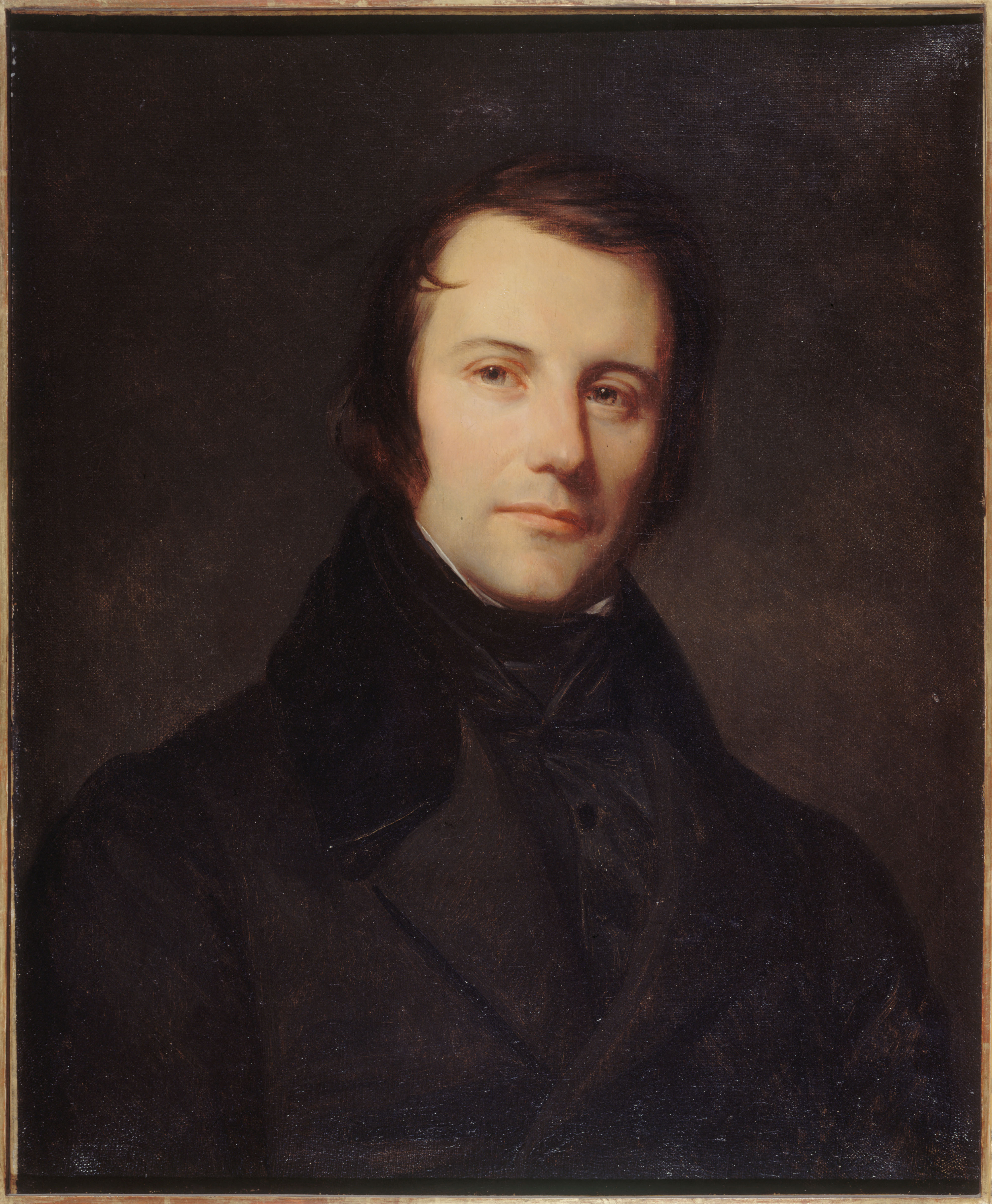
Edgar Quinet, une lecture républicaine originale de la Révolution française.
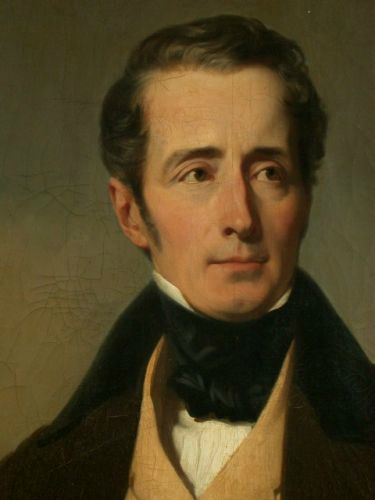
Alphonse de Lamartine.
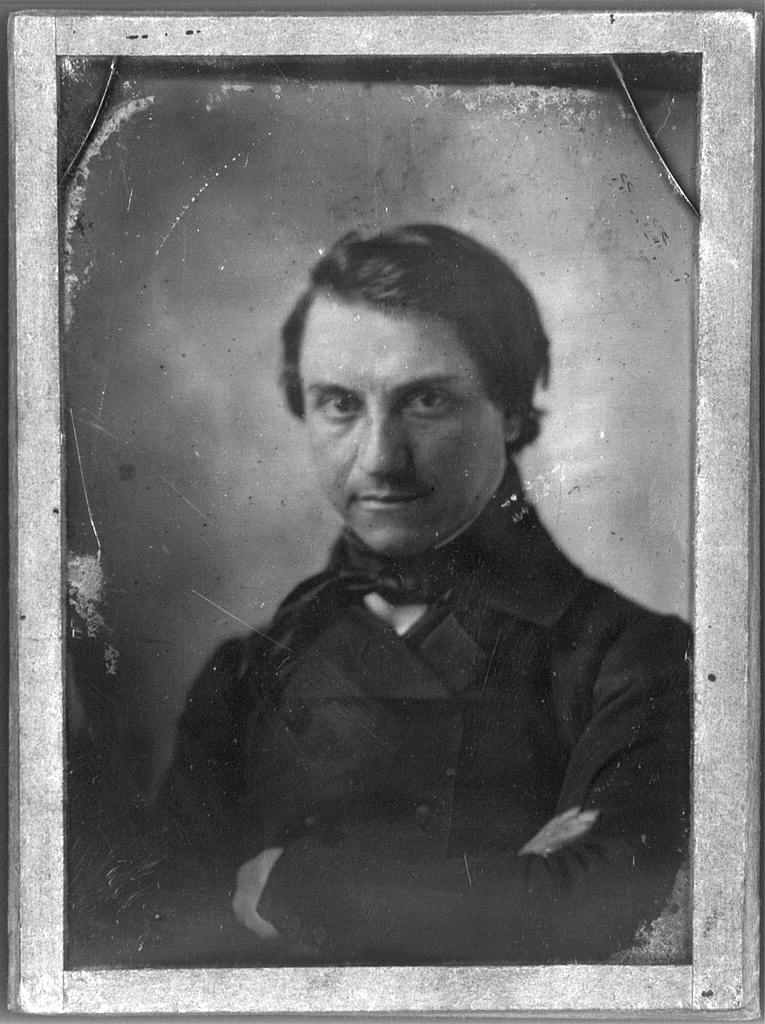
Louis Blanc.
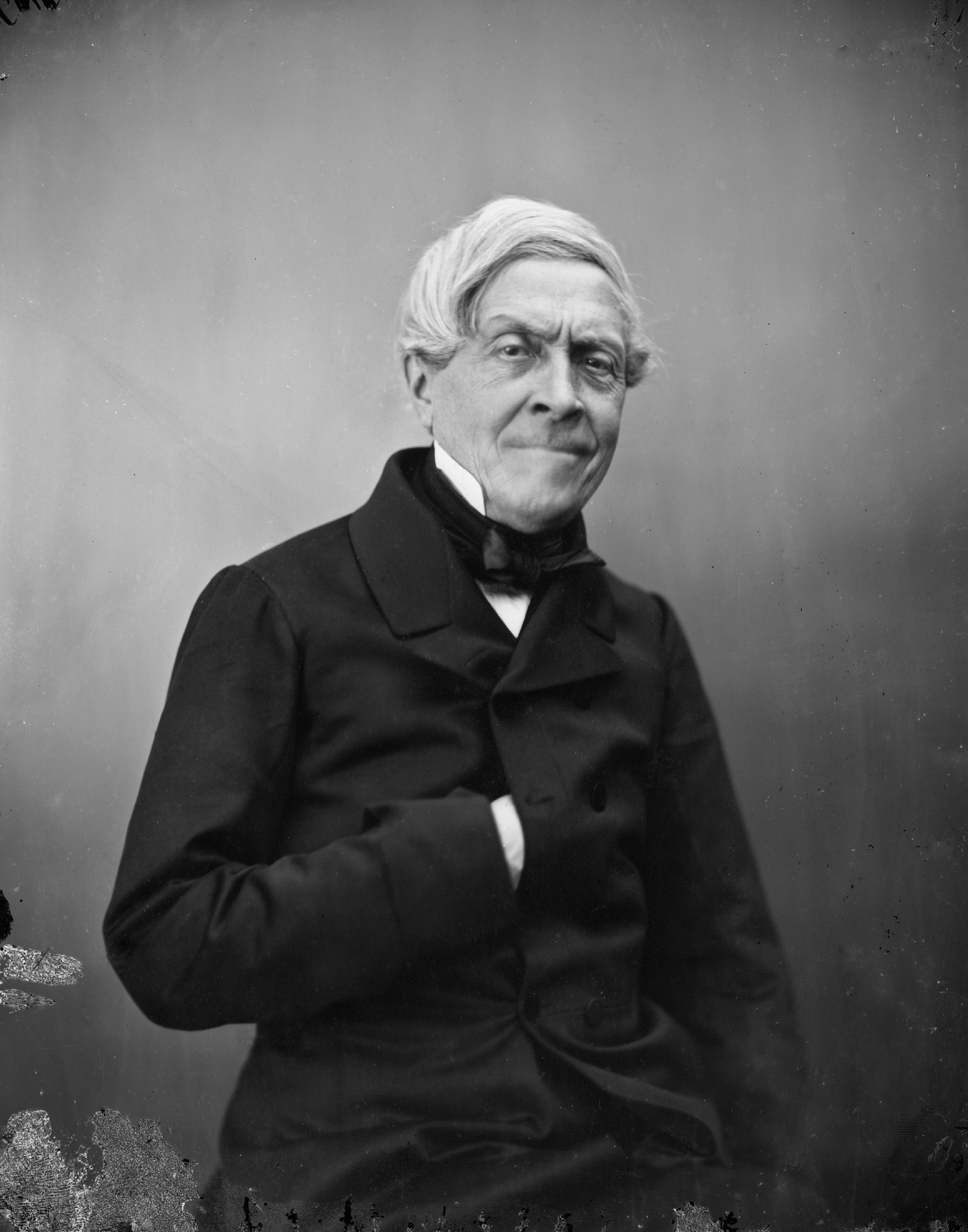
Jules Michelet.
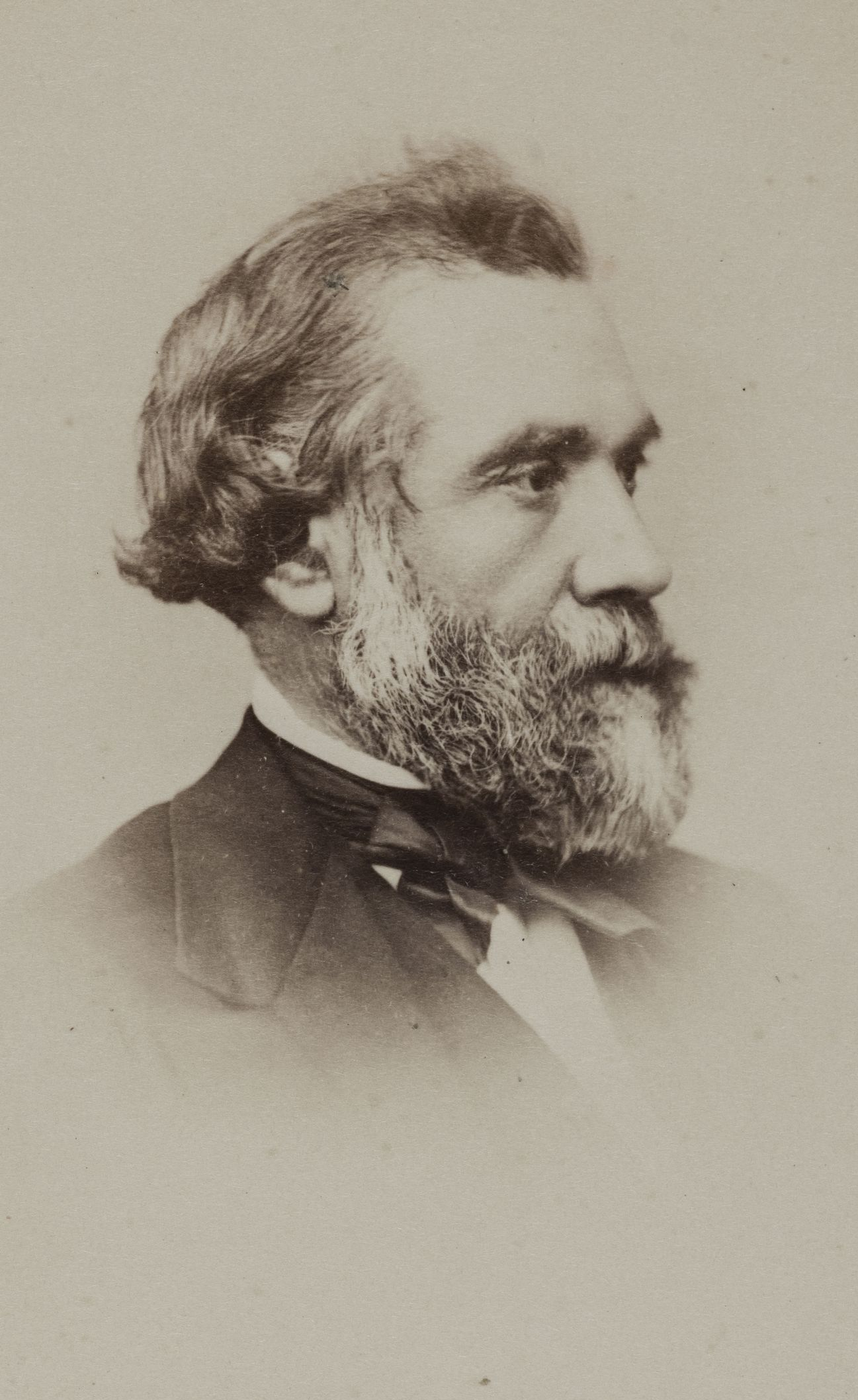
Alphonse Esquiros.

#### Autres ouvrages
- Alexis de Tocqueville, L'Ancien Régime et la Révolution, 1856. Tocqueville, qui s'inscrit dans le courant de pensée libérale, estime lui aussi que la Révolution constitue « un procédé violent et rapide à l'aide duquel on a adapté l'état politique à l'état social, les faits aux idées, les lois aux mœurs ». Pour Tocqueville, si des évolutions politiques étaient inévitables et nécessaires, la Révolution n'en était qu'une modalité possible. Et le résultat de la Révolution s'inscrit largement dans la continuité de renforcement parallèle du pouvoir de l'État et de l'individu.

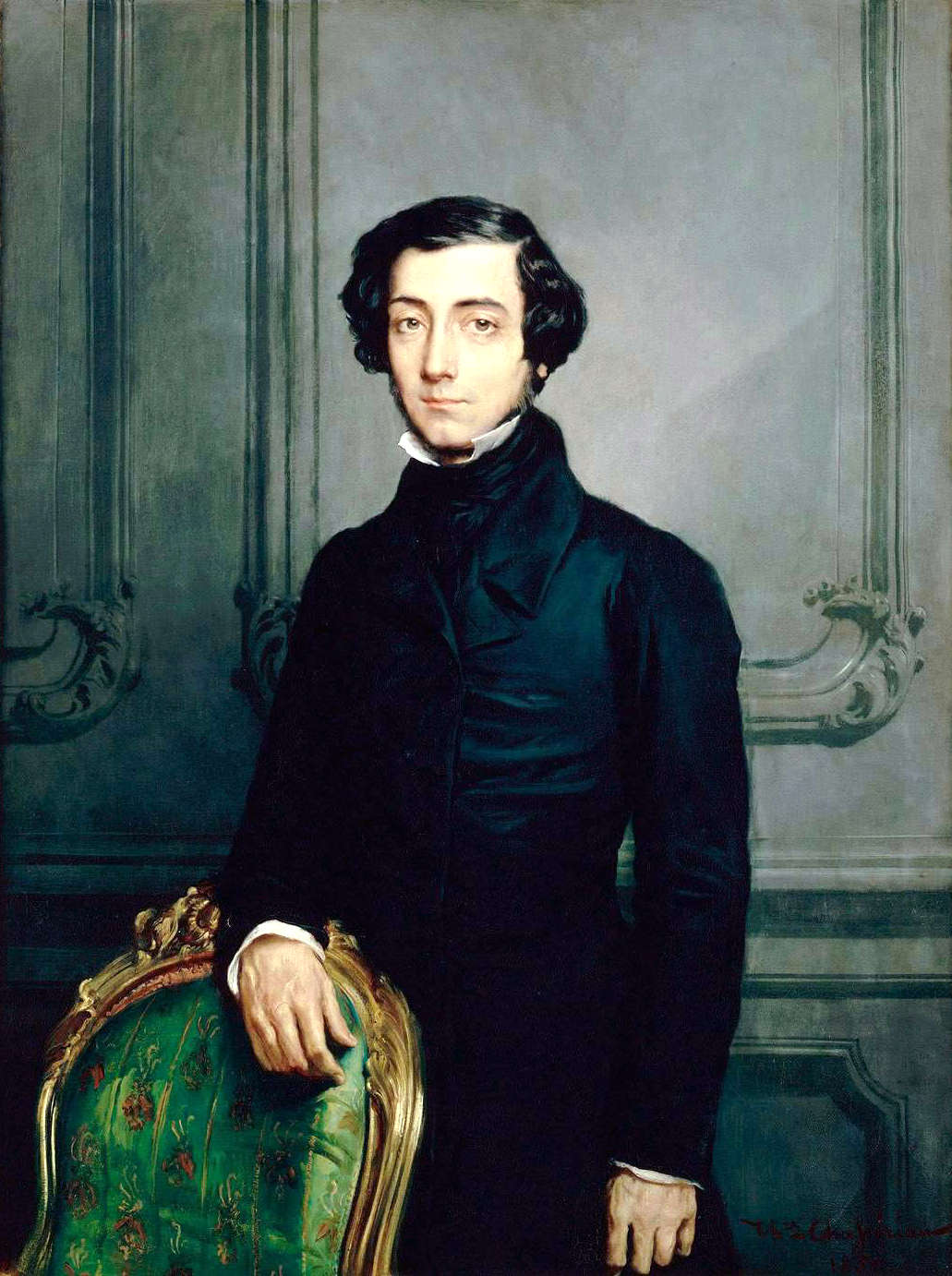
Tocqueville, une lecture libérale de la Révolution française.

### L’école classique ou jacobino-marxiste

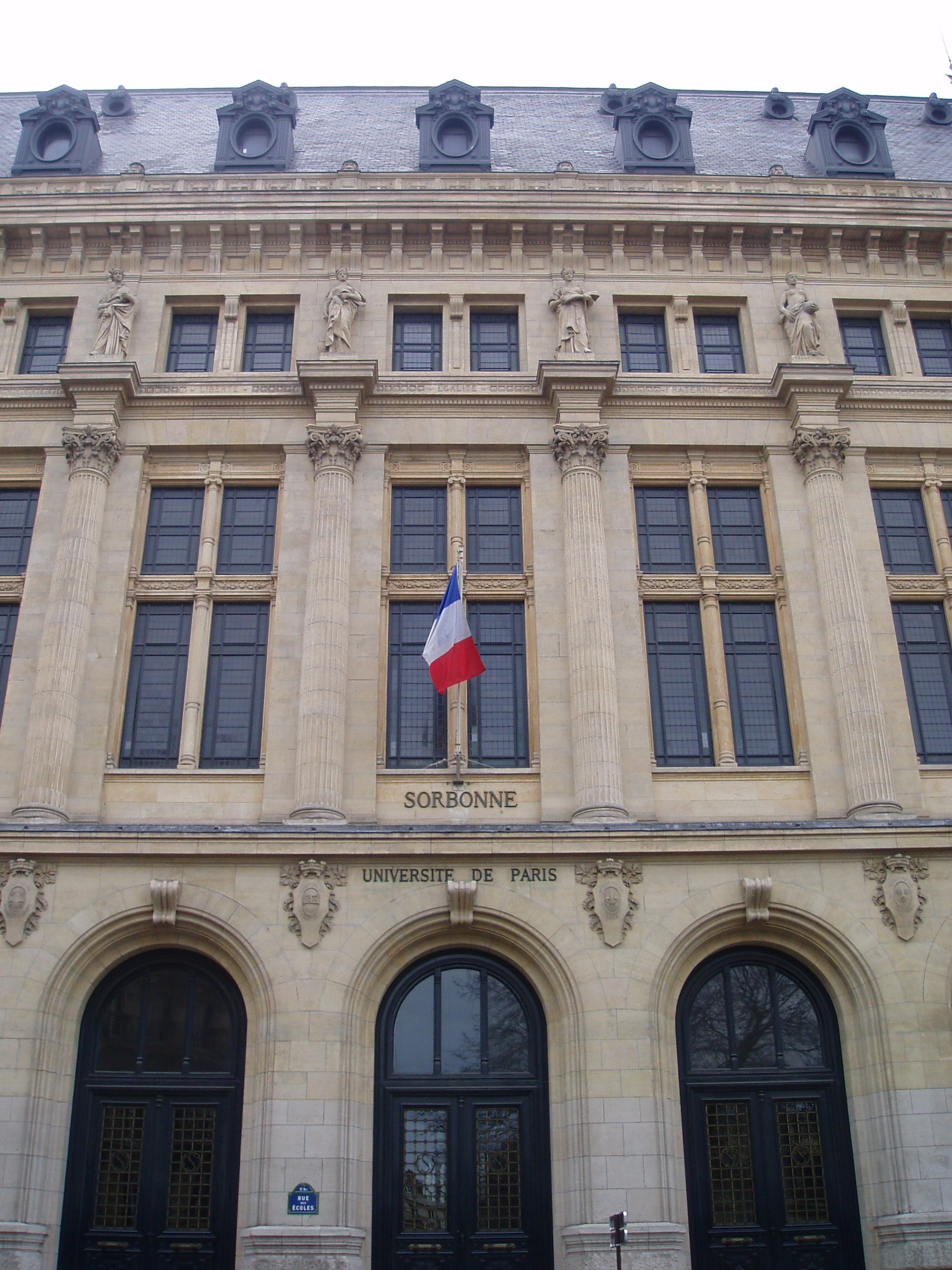
La Sorbonne, fief de l'école « classique » ou « jacobine » de l'histoire de la Révolution française.

L'« historiographie classique de la Révolution », aussi appelée « jacobino-marxiste » ou « école jacobine », a dominé la scène historiographique de la fin du XIXe siècle jusqu’aux années 1960 et la « révision » de l’historien François Furet (1965).
Ce courant s’est institutionnalisé après l’instauration de la IIIe République avec la création d’organes de recherche, notamment autour du centenaire de la Révolution française (1889), considérée par certains comme « un âge d'or de l'historiographie de la Révolution » :
- La revue Révolution française, fondée en 1881 et rédigée à partir de 1887 par l’historien Alphonse Aulard[10] ;
- Le cours d’histoire de la Révolution française de La Sorbonne (actuelle université Paris-I), puis la chaire d’histoire de la Révolution française, confiés respectivement en 1886 et 1891 à Alphonse Aulard[10] (jusqu'en 1923) ;
- La Société d’histoire de la Révolution française, fondée en 1888 par Alphonse Aulard[10] ;
- La Commission de recherche et de publication de textes et de documents relatifs à l'histoire économique et sociale de la Révolution française, fondée en 1903 par le leader socialiste Jean Jaurès, auteur de l'Histoire socialiste de la Révolution française sous l'égide du Parlement[11] ;
- La Société des études robespierristes, avec pour organe Les Annales historiques de la Révolution française, fondée en 1907 par l’historien Albert Mathiez[10] ;
- L’Institut d’Histoire de la Révolution française (IHRF), fondé en 1937 par l’historien Georges Lefebvre[10] ;
- De façon générale, l'Université Paris 1 Panthéon-Sorbonne est considérée comme le fief de l’école « classique »[10].

Le courant historiographique dit classique a eu pour principaux historiens :
- Première génération : Alphonse Aulard (1849-1928, considéré comme le fondateur de l’historiographie classique de la Révolution française) et Albert Mathiez (1874-1932, spécialiste d'histoire sociale et économique). Les deux historiens entretiendront une rivalité, avec chacun leur revue scientifique, qui s’exprimera notamment pendant un temps par la défense de Danton par Aulard (militant radical-socialiste) et de Robespierre par Mathiez (de sensibilité socialiste).
- Deuxième génération : Georges Lefebvre (1874-1959, de sensibilité socialiste marxiste) (spécialiste de la paysannerie), Albert Soboul (1914-1982, militant communiste) (spécialiste des Sans-culottes parisiens, etc).
- Troisième génération : Michel Vovelle (1933-2018, dirigeant de l’IHRF en 1984-1993), Claude Mazauric (né en 1932, penseur marxiste et communiste revendiqué).

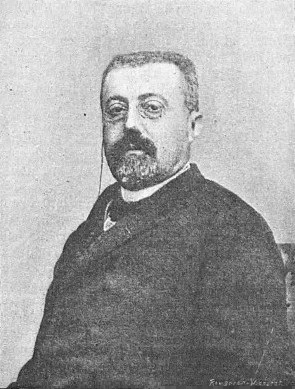
L'historien Alphonse Aulard, fondateur de l'historiographie classique de la Révolution française.
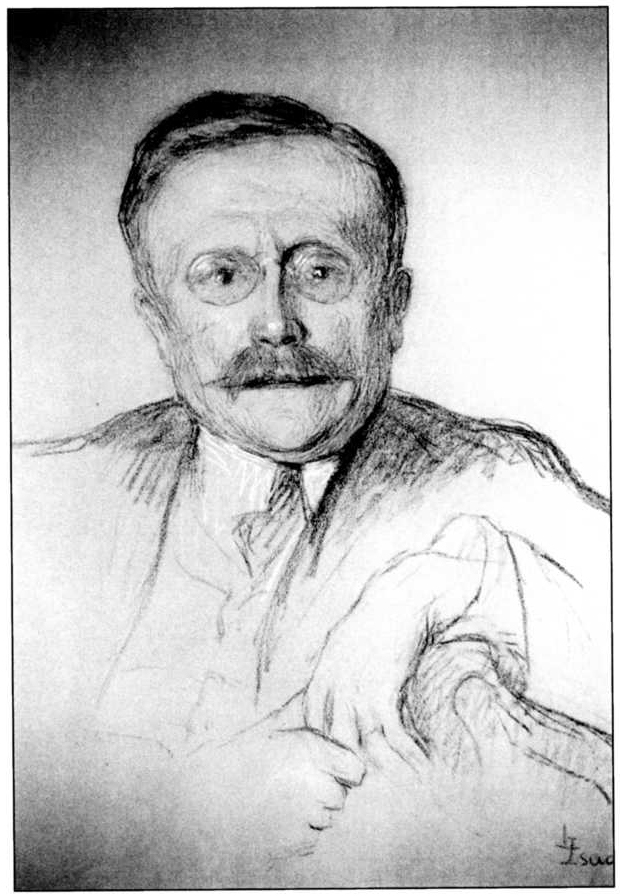
L'historien Albert Mathiez, confrère et rival d'Aulard.

Ce courant, qui intègre la Révolution française dans la continuité de l'Histoire de France, est également partiellement incarné par des ouvrages de vulgarisation tel que le Petit Lavisse (1876) du républicain conservateur Ernest Lavisse, manuel historique officiel de la IIIe République. Ce livre, qui reconstruit pour une part l'Histoire fait cependant essentiellement de la Révolution un élément fondateur du patriotisme républicain.
Le courant historiographique « classique » s’inscrit dans une tradition politique républicaine et sociale de défense de la Révolution française :
- Pour l'historien Michel Vovelle, chef de file de ce courant, en 1987, « ces maîtres ont élaboré une lecture sociale de la Révolution française, proposant le schéma explicatif d'une révolution bourgeoise à soutien populaire, qui constituerait l'originalité de la voie révolutionnaire française, en un modèle où se réunissent les Révolutions - bourgeoise, urbaine et paysanne. »[9]
- Ce courant considère la période 1793-1794 comme un approfondissement, populaire et social, de la Révolution de 1789.
- Ce courant place la Révolution française comme le point de départ majeur d’une ère positiviste de révolutions politiques et sociales ayant vocation à se propager à travers le monde.
- Ce courant est en accord avec le marxisme pour défendre « le présupposé d'une mutation nécessaire (de la France), fondée sur le changement des structures sociales et des formes de production à la fin du XVIIIe siècle, autant et plus peut-être que sur l'évolution des idées. », comme l'explique Michel Vovelle, qui souligne cependant que certains historiens de ce courant étaient « plus jacobins que marxistes »[12].

### La thèse atlantique et ses successeurs

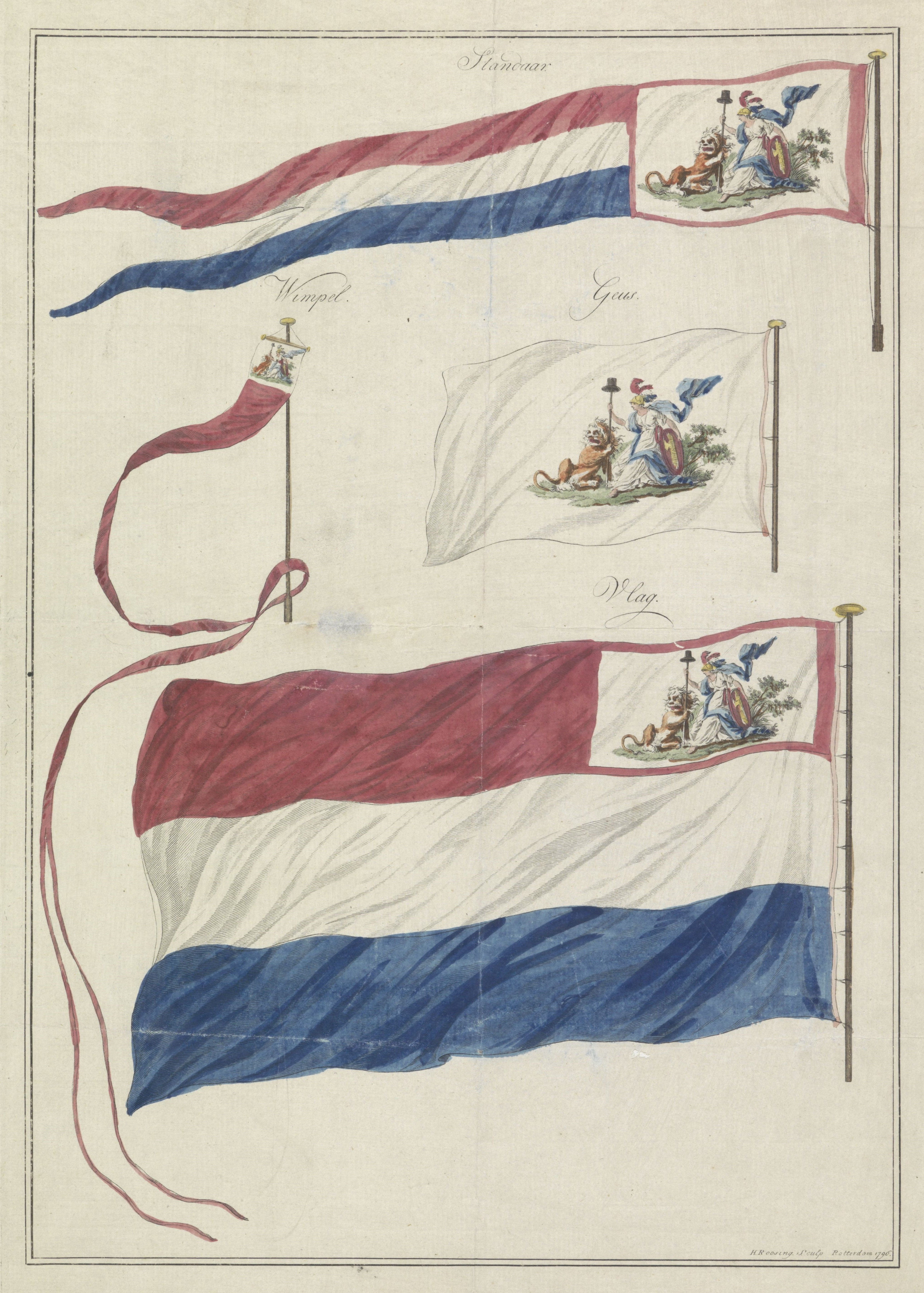
Drapeaux de la République batave de 1795.

La thèse des révolutions atlantiques développée dans les années 1950 a été l’une des premières thèses structurée et non réactionnaire à se positionner face à l’école « classique ». Elle postule que la Révolution française rentre dans le cadre plus général de révolutions ayant touché des pays de l'espace atlantique à la même époque, notamment la révolution américaine et la révolution batave.
Cette thèse a été soutenue par l’historien français Jacques Godechot (La Grande Nation, 1958) et l’historien américain Robert Roswell Palmer (avec « l’article pionnier The World Révolution of the West en 1954). Cette thèse a été combattue par l’école classique qui soutient la spécificité et la supériorité de la Révolution française en raison de son importance dans le temps (une décennie), dans l’espace (l’extension à l'Europe occidentale) et de sa radicalité. Dans le contexte de la guerre froide, le courant historiographique marxiste avait également accusé la thèse Atlantique de faire le jeu des États-Unis.
Ces débats ont rebondi au cours des années 1990 avec notamment le livre d'Annie Jourdan (La Révolution, une exception française ?, 2004) qui serait une réponse au colloque « la République, une exception française », dirigé par Michel Vovelle à l’Université Paris-I en 1992. Annie Jourdan insiste notamment sur le lien avec les révolutions bataves de 1783-1787 et la révolution brabançonne de 1787-1789.

### L’école révisionniste ou libérale, François Furet
Un tournant majeur de l'historiographie de la Révolution française s'est produit avec la publication en 1965 de La Révolution française de François Furet et Denis Richet, donnant naissance sur la scène historiographique française à un courant appelé « révisionniste » ou « libéral » ou « néo-libéral ».
Ce courant aurait deux sources distinctes :
- des historiens anglo-saxons, tels Alfred Cobban (université de Londres) (Le Mythe de la Révolution française, 1954)[16], George V. Taylor (University of North Carolina) (Non-Capitalistic Wealth and the Origins of the French Revolution), etc.
- Le courant de l'Histoire longue de Fernand Braudel (et son article fondateur sur La longue durée, 1958) et de l'École des Annales, protecteur de François Furet, autour de l’EHESS (présidée par François Furet en 1977-1985)[17].

Les principales expressions françaises de ce courant sont :
- François Furet, Denis Richet, La Révolution française, Larousse, 1965.
- François Furet, Penser la Révolution, 1978.
- François Furet et Mona Ozouf, Dictionnaire critique de la Révolution française, 1988.

La première critique implicite de ce courant concerne l’historiographie classique de la Révolution française, accusée dans les années 1960 de former un « système » institutionnalisé, organisé, voire fermé, au service de la défense d’une thèse. Pour l’historienne chinoise Zhou Lihong (université de Pékin), François Furet a cherché à créer « une légitimité alternative » à celle de l’école classique de l’université Paris-I en s'appuyant sur l'École des hautes études en sciences sociales (EHESS). Plusieurs historiens estiment que le bicentenaire de la Révolution française en 1989 a marqué « le triomphe » du courant de révision néo-libéral. Le chef de file de l'école classique, Michel Vovelle, renverse donc la critique et juge que ces idées constituent une « nouvelle vulgate ».

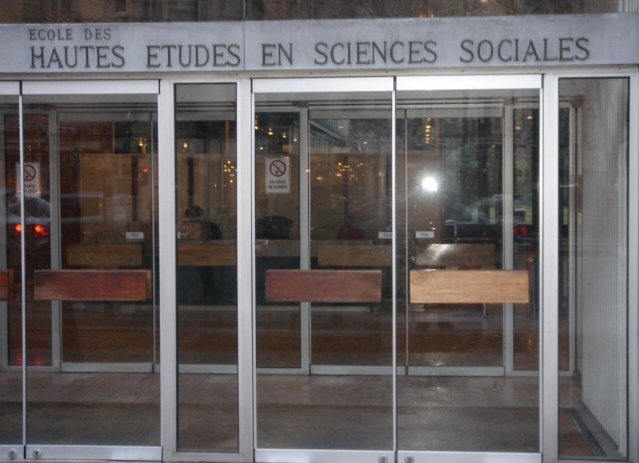
L'EHESS, fief de l'école « révisionniste » ou "libérale" de la Révolution française

Sur le fond, le courant de la révision soutient notamment les idées suivantes :
- La révolution n'est pas le fruit de la lutte des classes entre une bourgeoisie libérale et une noblesse conservatrice. Elle n'était pas « inévitable » ou « nécessaire » et pouvait donc être stabilisée au stade d'un compromis réformiste (une monarchie constitutionnelle telle que définie en 1790)[9].
- Concernant l'évolution de la Révolution de 1791 à 1793, François Furet soutient d'abord (La Révolution française, 1965) qu'elle correspond à un « dérapage », qui serait dû à l'intrusion dans le processus politique des masses populaires urbaines et paysannes, thèse qui contredit celle d'un « mouvement ascendant » de 1789 à 1793 soutenue par l'école classique[9].
- Pour autant, l'école révisionniste ne retient généralement pas l'idée que ce « dérapage », et notamment la période de la Terreur, est le fruit des « circonstances » (les menaces extérieures et intérieures)[9].
- En 1978 (dans Penser la Révolution française), François Furet, s'appuyant notamment sur des auteurs du XIXe siècle - Tocqueville, Edgar Quinet, Augustin Cochin -, modifie sa perception de la Terreur, estimant désormais que « La Terreur fait partie de l'idéologie révolutionnaire » parce que la Révolution n'est jamais modérée. Contrairement à la première révolution anglaise et à la révolution américaine, elle s'est opérée contre un Ancien Régime qu'elle entend détruire. Pour autant, dans Penser la Révolution Française, François Furet refuse de comparer la Révolution Française, même dans sa période terroriste, aux totalitarismes communiste et nazi.

Son adversaire Michel Vovelle juge que « La Révolution française reprend dans cette nouvelle lecture une cohésion certaine (on est loin du dérapage), mais, hélas, ce n'est pas en bien puisqu'elle se trouve contenir en germe les dérives totalitaires du XXe siècle. » Et il estime que Furet rejoint ainsi la pensée de l'historien Jacob Talmon (université hébraïque de Jérusalem) (The Origins of Totalitarian Democracy, 1952).

### Les réponses de l’école jacobine
Parmi les réponses globales de l’école jacobine à l’émergence du courant révisionniste :
- Albert Soboul, Comprendre la Révolution, 1981.

L'école jacobine s'attache également à préciser sa pensée sur des points précis. Elle s'attache par exemple à définir plus précisément la nature de la bourgeoisie à la fin de l'Ancien Régime (Régine Robin (université Paris-X), La Société française en 1789 : Semur-en-Auxois, 1970), la féodalité seigneuriale à la fin de l'Ancien Régime (Albert Soboul et ses élèves), le mouvement populaire parisien, l'histoire des mentalités révolutionnaires (Michel Vovelle).
Dans les années 2000, l'école jacobine s'attache à rebondir avec l'organisation de deux colloques :
- Le colloque « Révolution française, révolution bourgeoise ? », organisé en 2006 à Lille par l'historien Jean-Pierre Jessenne (université Lille III), au sujet du contenu social de la Révolution ;
- Le colloque « Les politiques de la Terreur », organisé en 2007 à Rouen par l'historien Michel Biard (université de Rouen).

### Les développements de l’école libérale
L’école libérale s’est poursuivie notamment à travers :
- Ran Halévi, La Constitution de 1791, (en collaboration avec François Furet), Paris, Fayard, 1995.
- Patrice Gueniffey, avec notamment La politique de la Terreur. Essai sur la violence révolutionnaire, 1789-1794, Fayard, 2000. Il va « plus loin que Furet », développant l’idée que la Terreur est consubstantielle à la Révolution dès 1789[14].
- la revue L'Histoire.

### L’école contre-révolutionnaire

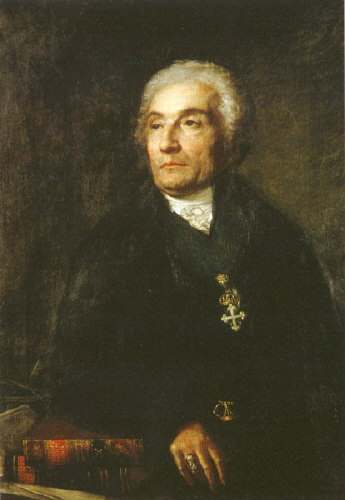
Joseph de Maistre, l'un des deux premiers penseurs contre-révolutionnaires, avec Burke et Bonald.

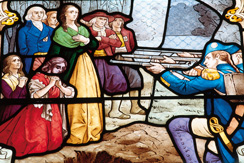
Les guerres de Vendée sont considérées par l'école contre-révolutionnaire comme l'expression de l'un des premiers génocides de l'époque moderne.

Ce courant de pensée est notamment incarné par le philosophe libéral élitiste Hippolyte Taine (1828-1893) (Les Origines de la France contemporaine, plusieurs tomes de 1875 à 1893), par l'historien maurrassien Pierre Gaxotte (1895-1982) (La Révolution française, 1928), Augustin Cochin (Les sociétés de pensée et la démocratie moderne : Études d’histoire révolutionnaire, 1921), etc.
Dans la deuxième moitié du XXe siècle, le courant contre-révolutionnaire insiste particulièrement sur le parallèle entre la Révolution française et la Révolution bolchévique, dénonçant un glissement parallèle d’une révolution modérée à ses débuts menant à un régime nécessairement totalitaire et sanglant par la suite. Il avance le fait que le renversement de l'ordre ancien (considéré comme un peu figé mais sage et équilibré car bâti avec le temps) a ouvert la voie à tous les excès du XXe siècle. Il soutient que c'est le mythe de la souveraineté populaire qui a mené aux régimes totalitaires bolcheviques, fascistes et nazis. Un parallèle accentué par la dénonciation d’un « génocide » réalisé par la République pendant les guerres de Vendée.
Le courant contre-révolutionnaire a connu un certain regain autour de la célébration du bicentenaire de la Révolution, grâce principalement à deux facteurs :
- Le développement de l’analyse révisionniste de la lecture classique de la Révolution dont elle reprend certains éléments à son compte - la dénonciation de la Terreur, des massacres de Vendée, une vision plus positive du roi Louis XVI, etc[12].
- Ce courant a également bénéficié, lors du bicentenaire de la Révolution française en 1989, de la chute des régimes « communistes » d'Europe de l’Est, qui se voulaient les héritiers et continuateurs de la Révolution française[14]. La chute du mur de Berlin est ainsi venue à l'appui des accusations relayées notamment après 1945 par Jacob Talmon et Hannah Arendt.

Sa large audience tient principalement au fait que tant le courant inspiré du marxisme que celui de « l'école critique », n'appréhendaient les événements de la Révolution que comme inscrits dans une perspective unifiée. Ils rejetaient donc, mais pour des raisons opposées, tous les éléments discordants (modérés, dissidents, contre-révolutionnaires..), et pouvaient ainsi conduire à considérer qu'une seule logique, celle de l'idéologie révolutionnaire, avait animé la période. Dans ce cas, la violence devenait alors le résultat d'une révolution autodestructrice.
Il convient aussi de rappeler que la mémoire nationale a toujours été favorable à la diffusion des images « contre-révolutionnaires » telles que la majorité des films consacrés à la période le réalisaient. La sensibilité dite républicaine avait toujours été choquée de la violence de 1793. Les événements de 1989 permirent, dans un changement de contexte, que la mémoire fasse ainsi un retour sur elle-même ; ce qui profita un temps, mais un temps seulement, aux opposants véritablement contre-révolutionnaires.
Certains éléments du courant contre-révolutionnaire (telle l'association Tradition Famille et Propriété) inscrivent la Révolution française dans l'histoire longue, jugeant qu'elle n'est qu'un élément saillant d’une longue suite d’attaques contre l'Église catholique, qui auraient commencé au XVIe siècle avec le développement du protestantisme.

### Francs tireurs et rapports de force
L'historiographie de la Révolution française ne peut pas se résumer à des querelles d'« écoles » organisées. S'il y eut des tentations et des tentatives que ce soit au XIXe ou au XXe siècle, l'étude fine montre que les « chefs » d'école ont souvent été confrontés à des frondes internes et que leur leadership était contesté ailleurs. Il n'est pas question d'évoquer tous les auteurs qui ont joué pourtant des rôles importants dans des débats importants, mais qui n'ont pas eu d'inscription forte dans le monde universitaire. L'exemple emblématique serait Daniel Guérin, connu dans ce domaine pour son livre Bras nus et sans culottes.
Pour ne prendre, ici, que le monde universitaire à la fin du XXe siècle, il n'est que de rappeler que de 1955 à 1967, le directeur de l'Institut de la Révolution française a été Marcel Reinhard, auteur notamment d'une thèse sur la Sarthe pendant le Directoire, d'un livre sur « le grand Carnot » et surtout d'une synthèse sur La Chute de la Royauté, le 10 août 1792, parue en 1969 dans la collection Les Trente journées qui firent la France. L'analyse méticuleuse, attentive aux forces disparates qui firent l'événement est toujours essentielle même si elle est peu utilisée dans sa force démonstrative[pas clair]. L'auteur montre notamment que le combat ne fut pas entre un roi contre-révolutionnaire et un Paris révolutionnaire, mais que les alliances, les stratégies comptèrent plus que les étendards utilisés.
C'est à Reinhard qu'il faut rattacher Jacques Godechot. Cet historien, auteur d'une thèse soutenue en 1937 avec G. Lefebvre, avait certes une sensibilité différente de Reinhard, mais comme lui, il possédait une indépendance une approche attentive aux faits et aux rapports de force. Ces qualités lui ont permis de publier une Prise de la Bastille en 1969, toujours essentielle, La Grande nation en 1983 et des ouvrages sur la contre-révolution, dont un précis en 1961 réédité en 1984 notamment. Son républicanisme strict ne lui semblait pas incompatible avec une étude des opposants à la Révolution, position peu fréquente avant lui.
Pareille entreprise fut poursuivie par François Lebrun et Roger Dupuy (université de Rennes) ensemble en 1985, dans le colloque sur les résistances à la Révolution, publié en 1986, et par Dupuy seul, dans sa thèse sur la chouannerie publiée en 1988.
C'est dans des dispositions proches qu'il faut situer Jean-Clément Martin, auteur d'une thèse sur la Vendée et son souvenir en 1987, publiée en 1987-1989, puis d'ouvrages sur la Contre-Révolution (notamment en 1998). Directeur de l'Institut d'Histoire de la Révolution française, de 2000 à 2008, il s'est démarqué des « écoles » précédentes, étant proche à certains égards des travaux de D.M.G. Sutherland (auteur d'une histoire de la Révolution et de la Contre-Révolution en 1986) et de l'école anglaise inspirée par les travaux de Richard Cobb (Alan Forrest, Colin Lucas, Gwynne Lewis, notamment).
La tradition de l'histoire militaire et napoléonienne a marqué durablement l'historiographie : spécialiste de ces questions, Marcel Dunan dirige l'Institut d'Histoire de la Révolution française de 1946 à 1955. Plus tard, Jean-Paul Bertaud, auteur notamment d'un livre consacré à l'armée révolutionnaire et à de nombreux travaux sur cette question (dont Valmy) a illustré ce courant, mal représenté depuis institutionnellement.
Enfin, dans le domaine de l'histoire religieuse de la Révolution française, après les travaux essentiels d'André Latreille, que ses élèves poursuivent encore dans l'université de Lyon, il faut citer l'œuvre de Bernard Plongeron, qui a été directeur de recherches au CNRS. Ses études sur les serments, 1969, sa direction du colloque de Chantilly sur la religion au moment de la Révolution dans l'Europe 1988, son tome X de l'histoire du Christianisme, en 1995, font de lui une référence majeure pour comprendre l'histoire de la Révolution dans des dimensions qui étaient considérées comme importantes à la fin du XIXe siècle et au début du XXe. Philippe Boutry ou Dominique Julia peuvent être inscrits dans sa tradition.

### La place des femmes
Les femmes ont évidemment pris une part active dans la Révolution française. Ainsi doit-on citer des figures célèbres d'intellectuelles telles Olympe de Gouges, ou Anne-Josèphe Théroigne de Méricourt, toutes deux féministes avant l'heure, et anti-esclavagiste pour la première. D'autres, telle Manon Roland, sans être initiatrices d'idées, eurent, indirectement, de l'influence sur le cours des événements par les salons intellectuels qu'elles tenaient. Ainsi celui de Madame Roland était fréquenté par des révolutionnaires tels que Brissot, Pétion, ou Robespierre. À l'opposé, il faut évidemment mentionner parmi les grandes figures féminines de la Révolution, Charlotte Corday, la girondine, qui vint de sa Normandie natale jusque Paris, exprès pour assassiner le conventionnel Marat. Mais, à côté de ces figures historiques, les femmes ordinaires, femmes du peuple, naturellement confrontées aux duretés de la vie quotidienne, ont été une des forces motrices de cette période révolutionnaire, comme en témoigne, par exemple, la Marche des femmes sur Versailles les 5 et 6 octobre 1789. Parmi elles aussi, les célèbres tricoteuses, ces femmes qui participaient aux débats politiques, tant à l'Assemblée nationale que dans les clubs, haranguant les orateurs, tout comme elles formaient une part importante du public qui, massé tout autour de la guillotine, assistait au spectacle des exécutions quotidiennes pendant la Terreur. À Paris, deux clubs politiques exclusivement féminins furent même créés.
Pourtant, le rôle des femmes dans la Révolution a été diversement apprécié par les historiens. Dès 1795, la publication des mémoires de Manon Roland avait illustré la fin de la Terreur. Plus tard, en 1814-1815, ce furent les mémoires de Victoire de Donnissan de La Rochejaquelein qui fondèrent une autre tradition historiographie durable. L'attention portée à cette histoire fut constante pendant le XIXe siècle. L'avocat Lairtullier publie en 1840 un fort ouvrage sur les « femmes célèbres » qui devient une source constante pour les études ultérieures. C'est dans un esprit profondément misogyne, que les Goncourt dressent des portraits acides des femmes de la période. Un courant « féministe » existe cependant dans l'historiographie de la Révolution, auquel appartient, parce qu'il le revendique, Alphonse Aulard lui-même. Se distingue également l'auteur sulfureux Hector Fleischmann, dévoilant les vies intimes des grands personnages. Ce découvreur mal-aimé de la littérature pornographique inspire à la fin du XXe siècle Chantal Thomas exposant comment la reine devint « scélérate. »
Ce lien entre les siècles ne doit pas masquer l'effondrement de l'historiographie attachée à l'histoire des femmes au XXe siècle. Simone de Beauvoir ne trouvait pas d'intérêt à cet aspect de la Révolution, en privilégiant, paradoxalement, son caractère universel. Ce désintérêt est tardivement brisé. Yvonne Knibiehler et Marie-France Brive rompent ce silence en organisant un colloque international sur ce sujet à Toulouse au moment du bicentenaire de la Révolution. Dominique Godineau, Arlette Farge, Geneviève Fraisse et plus discrètement Marie-Erica Benabou avaient ouvert la voie en France, encadrée par l’Histoire des femmes dirigée par Georges Duby et Michelle Perrot. La situation était déjà fort éloignée de l'historiographie américaine, marquée dès 1975 par une recension importante de Jane Abray dans l’American Historical Review.
Les manifestations publiques du bicentenaire de la Révolution inspirées par la place des femmes auraient dû attirer davantage l'attention. Les "sans-jupons" deviennent des figures de l'histoire. L'histoire du "genre" ou des femmes développée par Olwen Hufton, Lynn Hunt, Gisela Bock à l'étranger bute sur l'exceptionnalité française[réf. nécessaire].
Rien n'est gagné à la fin du XXe siècle, même si les jeunes générations d'étudiants et d'enseignants acceptent et revendiquent davantage ce domaine. Dans ce champ précis, les historiennes et les historiens ne se bousculent pas. Une petite cohorte s'est constituée bon an mal an autour de Dominique Godineau, Arlette Farge, Nicole Pellegrin, Christine Fauré, mais aussi de Jean-Clément Martin, parmi d'autres. La vitalité de ce courant tient aux liens avec d'autres universitaires ancrés dans d'autres domaines (comme Christine Bard, Marie-Jo Bonnet) ou dans d'autres institutions (notamment l'ENS), et bien sûr à l'étranger. Jean-Daniel Piquet, dans son doctorat d'histoire sur la question coloniale dans la révolution française soutenu à Paris VIII-Saint-Denis, en octobre 1998 et publié en janvier 2002, a précisé à deux reprises le rôle des femmes dans l'avancée des débats. Ainsi l'anti-esclavagisme d'Olympe de Gouges avec ses mérites anticipateurs et ses limites quant à ses positions sur l'insurrection de Saint-Domingue ; les annonces nuptiales de femmes se refusant à épouser un planteur blanc. Le premier point a été relevé et discuté par Olivier Blanc.

## Les thèmes principaux

### Thèmes généraux

#### Les causes de la Révolution
- Essais historiques sur les effets et les causes de la Révolution française de Claude François Beaulieu, publié en 1803

#### Les évolutions de la Révolution
Le débat repose essentiellement sur la question autour de l’articulation entre les grands principes libéraux de 1789 et la Terreur de 1793-1794.
Pour l’école contre-révolutionnaire, les principes de 1789, par leur abstraction et leur refus de morale divine transcendante, contiennent déjà en germe la Terreur.
Un courant de pensée insiste sur le fait que la Terreur est le fruit des « circonstances » et en particulier de l’opposition interne et externe (les coalitions étrangères) à la République française.
Leurs adversaires répliquent que la Terreur atteint son apogée alors que les dangers pour la République sont passés, ce qui prouverait une autonomie au moins a posteriori du phénomène terroriste par rapport aux « circonstances. » La question porte aussi sur une éventuelle autonomie a priori (la Terreur vue comme un projet politique volontaire de rupture ?). Des historiens rappellent cependant que Robespierre s'est prononcé contre la déclaration de guerre au cours de l'hiver 1791-1792, ce qui montrerait en tout cas qu'il n'a pas cherché à dramatiser, avec les circonstances pour justifier la Terreur. Pour Jean-Daniel Piquet, cette remarque peut s'étendre à toute la montagne jacobine, dans la mesure où l’auteur affirme — prenant ainsi le contrepied de François Furet et de Mona Ozouf — que sous la législative, Robespierre a été soutenu, voire devancé, par Camille Desmoulins, Billaud-Varenne, Marat, Danton, Fréron et bien d'autres futurs Conventionnels montagnards.

#### Les dates de la Révolution
Plusieurs historiens de la Révolution ont proposé des bornes chronologiques différentes. La plupart des historiens s'accordent à définir le début de la Révolution en 1789 avec l'ouverture des États généraux. La fin de la Révolution française a cependant fait l'objet de débats au sein des courants historiographiques. Le coup d'état de Brumaire en 1799 est généralement considéré comme étant la date de fin. Pourtant, les historiens républicains Louis Blanc, Jules Michelet et Jean Jaurès font terminer la Révolution en 1794 après le 9 thermidor, ce qui exclut le Directoire (1795-1799). A l'inverse, François-Auguste Mignet a rédigé une Histoire de la Révolution française qui s'étend jusqu'à 1814, incluant ainsi le Directoire, le Consulat et l'Empire dans une même continuité. 
Alphonse Aulard propose une datation allant de 1789 à 1804 dans son Histoire politique de la Révolution française. La fin de la Révolution se termine par l'extinction progressive du régime républicain au profit de l'Empire. 
Le coup d'état du 18 brumaire est parfois traité par certains historiens comme la continuité des coups d'état précédents du Directoire, ce qui prolonge l'histoire de la Révolution jusqu'aux années qui suivent 1799. Plus récemment, des historiens français ont proposé une datation allant jusqu'à 1802 voire 1804. Jean-Clément Martin a ainsi rédigé une synthèse allant de 1780 à 1802 en incluant les réformes de Louis XVI jusqu'à la stabilisation des institutions par Bonaparte.

### Thèmes spécifiques

#### La Vendée
Lire l’article détaillé